# Бенатова Ірина Михайлівна
Ірина Михайлівна Матієнко, у шлюбі Бенатова (19 січня 1951 — 28 червня 1982) — українська вчена, філолог-славіст, авторка посмертно виданої у 2015 році монографії «Баллада в болгарской литературе 20-30-х годов ХХ столетия», вагомий внесок якої у цей напрямок визнано закордонними фахівцями.

## Життєпис
З 1970 по 1977 студентка кафедри слов'янських мов філологічного факультету Львівського державного університету ім. І. Я. Франка.
У 1973—1974 рр. проходила навчання на філологічному факультеті Варшавського університету (Республіка Польща).
У 1977—1980 рр. аспірантка ЛДУ ім. І Я. Франка (наук. кер. проф. Нонна Копистянська).
З 1981 р по 1982 р викладачка кафедри російської мови підготовчого факультету для іноземних студентів Київського інституту інженерів цивільної авіації (КІІЦА).
Чоловік Др. Еміл Габріел Бенатов (1950—2017) — патентний повірений Республіки Болгарія.
Син Данило Бенатов (нар. 1976) — к.т.н., доцент НТУУ «КПІ», патентний повірений України.
Загинула 28 червня 1982 року в авіакатастрофі Як-42 під Наровлею, повертаючись з Ленінграду, де пройшла попередній захист кандидатської дисертації. Похована на Совському кладовищі (м Київ, Україна).

## Творчість
Тематика наукових досліджень — болгарська балада 1920-30-х років. Уперше, з точки зору поетики жанру, прослідкувала ліризацію, її фактори, обумовленість взаємодії реалістичних та романтичних тенденцій у вказаний період розвитку болгарської літератури.